# Catedral de Agios Minas
A Catedral de Agios Minas ou Áyios Minas é uma catedral ortodoxa grega em Heraclião, Creta, Grécia. É a sé da Arquidiocese de Creta e uma das maiores catedrais na Grécia, tendo capacidade para 8 000 fiéis. Foi construída entre 1862 e 1895, quando Creta ainda era uma possessão otomana; a construção foi interrompida durante a Revolta de Creta de 1866-1869 e retomada em 1883.
Segundo a lenda, a catedral situa-se no local onde Santo Minas, o padroeiro de Creta, apareceu a um monge numa visão. O arquiteto foi Athanassios Moussis, que também desenhou a Igreja de Agios Titos e o quartel da Praça Eleftherias, onde atualmente funciona a prefeitura e o tribunal de Heraclião.
Na ampla praça onde se situa a catedral há mais duas igrejas mais pequenas: a igreja original de Santo Minas, chamada "mikros Agios Minas (pequena Agios Minas), construída em 1735, e a Igreja de Agia Ekaterini (Santa Catarina do Sinai), do século XV, onde funciona o museu de arte religiosa que tem uma rica coleção de ícones cretenses.